# Tigerdyret
Tigerdyret (engelsk originalnavn Tigger) er en fiktiv tiger, der oprindeligt blev introduceret i A. A. Milnes bøger om Peter Plys. Ligesom de andre karakterer i Peter Plys-universet er Tigerdyret baseret på Christopher Robin Milnes tøjdyr. Tigerdyret optræder i Disneys tegnefilm med Peter Plys og har også optrådt i sin egen film.
Tigerdyret er kendt for sin let genkendelige orange og sorte striber, store øjne, lange kæbe, fjedrende hale og sin forkærlighed for at hoppe rundt. Ifølge ham selv er "at hoppe det som tigerdyr gør bedst". Han omtaler ofte sig selv i tredjeperson ental, men fastholder også, at han er den eneste af sin slags.